# Andros (Griekenland)
Andros (Grieks: Άνδρος) is een eiland dat behoort tot de Cycladen, een Griekse eilandengroep die zich in de Egeïsche Zee bevindt, ten oosten van de Peloponnesos.
Andros is sedert 2011 een fusiegemeente (dimos) in de Griekse bestuurlijke regio (periferia) Zuid-Egeïsche Eilanden.

## Algemeen
Andros is het noordelijkste eiland van de Cycladen. Het eiland dankt zijn naam aan de eerste inwoner uit de oudheid, die Andros heette. Andros is circa 380 km² groot en ligt op 10 kilometer afstand van Euboea. Andros ligt ten noordwesten van het eiland Tinos. Verder is het, na Naxos, het grootste Cycladische eiland. In 2000 had het eiland ongeveer 9020 inwoners.
Het eiland heeft diverse havens: Batsi en Gavrio aan de westkust, Chora en Korthi (ten zuiden van Chora) aan de oostkust. Chora wordt ook wel de gelijknamige hoofdstad genoemd. In Chora is de bouwstijl typisch cycladisch en neoclassicistisch.
Mede omdat het eiland relatief hoog is (hoogste top: 997 meter), kent Andros meer regenval dan de overige Cycladen (opnieuw met uitzondering van Naxos). Andros is daardoor beduidend 'groener'. In Sariza wordt zelfs bronwater gebotteld! Verder is er het hele jaar stromend water in de rivieren en is er zelfs een aantal mooie watervallen.

## Plaatsen
De drie deelgemeenten (dimotiki enotita) van de fusiegemeente zijn:
- Andros (Άνδρος)
- Korthio (Κόρθιο)
- Ydrousa (Υδρούσα)

## Musea
- Archeologisch museum (Chora Andros)
- Museum voor moderne kunst (Chora Andros)
- Maritiem museum (Chora Andros)
- Archeologisch museum van Paleopoli (Paleopoli)

## Evenementen / Geloof / Legende
Het hele jaar vinden er evenementen plaats. Die hebben over het algemeen te maken met het Orthodoxe geloof of met de zee. Dit komt doordat de meeste gezinnen op dit eiland erg gelovig zijn en zeelieden in hun midden hebben. In de oudheid werd volgens de legende de God van de wijn Dionysus geëerd. Er werd beweerd dat er tijdens de feesten ter ere van Dionysus wijn uit een bron stroomde in plaats van water.

## Haven
Bij de plaats Gavrio aan de westkust van Andros ligt de grootste (veer)haven en niet bij de hoofdstad. Het kasteel Agios Petros staat hier eveneens.

## Kloosters
Verscheidene kloosters met elk zijn eigen verhaal zijn op dit eiland ook te vinden.

## Toerisme
Bij Gavrio, Vitali, Batsi en Paraporti is er de mogelijkheid tot zwemmen e.d. Het mooiste zandstrand ligt in de baai van Fellos. Het eiland beschikt over voldoende accommodaties om toeristen onder te brengen, maar het is op Andros minder druk dan op de andere Cycladische eilanden. Naar verluidt komt dat omdat Andriotische scheepsmagnaten het toerisme ontmoedigen, bijvoorbeeld door de aanleg van een vliegveld te verhinderen. De meest toeristische plaats is Batsi. Daar bevindt zich een mooi zandstrand.
Andros heeft inmiddels 160km schoongemaakte en bewegwijzerde wandelpaden. 100km daarvan behoren tot de zogenaamde Andros Route, die van Noord naar Zuid het hele eiland doorsnijdt. Dit pad is gecertificeerd en door de Europese Wandelorganisatie (ERA) uitgeroepen tot 'Leading Quality Trail/ Best of Europe (als enige in Griekenland). 
Andros heeft daarmee de beste wandelinfrastructuur in heel Griekenland gemaakt. Voor meer informatie: www.androsroutes.gr/nl 